# Assassin (groupe de thrash metal)
Pour les articles homonymes, voir Assassin.
Assassin est un groupe allemand de thrash metal, originaire de Düsseldorf. Le groupe est initialement formé en 1982 sous le nom de Satanica, puis plus tard Assassin en 1985. Le groupe se sépare ensuite en 1989, pour se reformer en 2002. Musicalement, le groupe est très similaire aux autres groupes de thrash metal allemand que sont Angel Dust, Deathrow, Exumer et Tankard.

## Biographie

### Formation et débuts (1982–1989)
Le groupe est initialement formé en 1982 sous le nom de Satanica par Robert Gonnela, Michael « Micha » Hoffmann, Dinko Vekić, Jason Kubke, et Markus « Lulle » Ludwig. En 1984, Micha part quelques mois pour réaliser son service militaire ; il est d'abord remplacé par Mettmann, puis par Scholz. En avril 1985, le groupe change de nom et devient Assassin. En mai 1985, le groupe sort sa première démo, Holy Terror. L'année suivante, en 1986, ils sortent une seconde démo, The Saga of Nemesis. En été la même année, Robert Gonnella, Hoffmann et Ludwig jouent avec Euronymous et Necrobutcher du groupe de black metal norvégien Mayhem sous le nom Checker Patrol. Ils signent par la suite au label Steamhammer Records.
Au début de l'année 1987, ils sortent leur premier album studio, The Upcoming Terror. Peu de temps après la sortie de l'album, Scholz quitte le groupe pour rejoindre la Bundeswehr. Hoffmann (Sadist) reprend alors son poste au sein du groupe. Peu de temps après, Psycho Danger quitte à son tour le groupe, remplacé par Frank Nellen. En 1988, le groupe sort son second album studio, Interstellar Experience sous la houlette de Harris Johns,. Ils débutent ensuite une tournée européenne avec Death Angel et Rumble Militia, puis joue à Düsseldorf avec Running Wild et Sabbat. Le groupe joue ensuite à Dortmund. Au début de l'année 1989, Dinko Vekić quitte le groupe pendant l'enregistrement d'un troisième album studio. Olaf rejoint alors le groupe en tant que second guitariste pour l'enregistrement de l'album, mais le groupe ne sort finalement qu'une démo, sobrement intitulée Demo. Alors que le groupe n'a plus de second guitariste permanent, l'équipement de ses membres (instruments) est volé. Le groupe n'ayant pas les moyens de racheter du matériel, décide alors de se séparer.

### Pause (1989–2002)
Peu de temps après la séparation du groupe, Michael « Micha » Hoffmann rejoint un autre groupe de thrash metal allemand, Sodom. Les membres du groupe se rencontrent à plusieurs reprises et décident finalement en 2002 de reformer le groupe.

### Retour (depuis 2002)
Le groupe est reformé par Robert Gonnella, Dinko Vekić et Jürgen « Scholli » Scholz à qui s'ajoutent deux nouveaux membres, le batteur Atomic Steif (Sodom, Holy Moses, Living Death) et le bassiste Joachim Hopf. Ils sont à l'affiche du Wacken Open Air 2003. En 2005, le groupe sort son troisième album studio auto-produit, The Club, où Dinko Vekić est remplacé par le revenant Michael « Micha » Hoffmann. En 2006, le groupe est à l'affiche du festival Keep it True VI. En 2009, le groupe engage un nouveau batteur, Björn « Burn » Sondermann, et un nouveau bassiste en la personne de Joachim Kremer. 
Leur quatrième album studio, Breaking the Silence, est publié en février 2011, sous la houlette de Harris Johns et via le label SPV. Ils sortent plus tard la compilation Chronicles of Resistance suivi en 2012 par un DVD intitulé Chaos and Live Shots de leur concert en mars 2010 à Osaka, au Japon. Au début de 2016, ils sortent leur nouvel album Combat Cathedral.

## Membres

### Membres actuels
- Jürgen « Scholli » Scholz - guitare (1984-1987, depuis 2002)
- Joachim Kremer - basse (depuis 2009)
- Björn « Burn » Sondermann - batterie (depuis 2009)
- Ingo Bajonczak - chant (depuis 2014)
- Frank Blackfire - guitare (depuis 2016)

### Anciens membres
- Markus « Lulle » Ludwig - basse (1983-1989)
- Jason Kubke - batterie (1983)
- Psycho Danger - batterie (1983-1987)
- Michael « Micha » Hoffmann - guitare (1983-1984, 1987-1989, 2004-2016)
- Dinko Vekić - guitare (1983-1989, 2002-2005)
- Robert Gonnella - chant (1983-1989, 2002-2014)
- Mettmann - guitare (1984)
- Frank Nellen - batterie (1987-1989, 2004-2009)
- Olaf - guitare (1989)
- Atomic Steif - batterie (2002-2004)
- Joachim Hopf - basse (2002-2005)
- Ufo Walter - basse (2005-2007)
- Michael Hambloch - basse (2008-2009)

## Discographie

### Albums studio
- 1987 : The Upcoming Terror
- 1988 : Interstellar Experience
- 2005 : The Club
- 2011 : Breaking the Silence
- 2016 : Combat Cathedral
- 2020 : Bestia immundis

### Démos
- 1985 : Holy Terror
- 1986 : The Saga of Nemesis
- 1987 : Live '87
- 1989 : Demo
- 2008 : Breaking the Silence (démo)

### Compilations
- 2011 : Chronicles of Resistance

### Vidéos
- 2012 : Chaos and Live Shots (DVD)